# Sabanejewia caucasica
Sabanejewia caucasica är en fiskart som först beskrevs av Berg, 1906.  Sabanejewia caucasica ingår i släktet Sabanejewia och familjen nissögefiskar. IUCN kategoriserar arten globalt som livskraftig. Inga underarter finns listade i Catalogue of Life.